# Erinnerungsabzeichen zu den Jahrestagen der Gründung des MfS

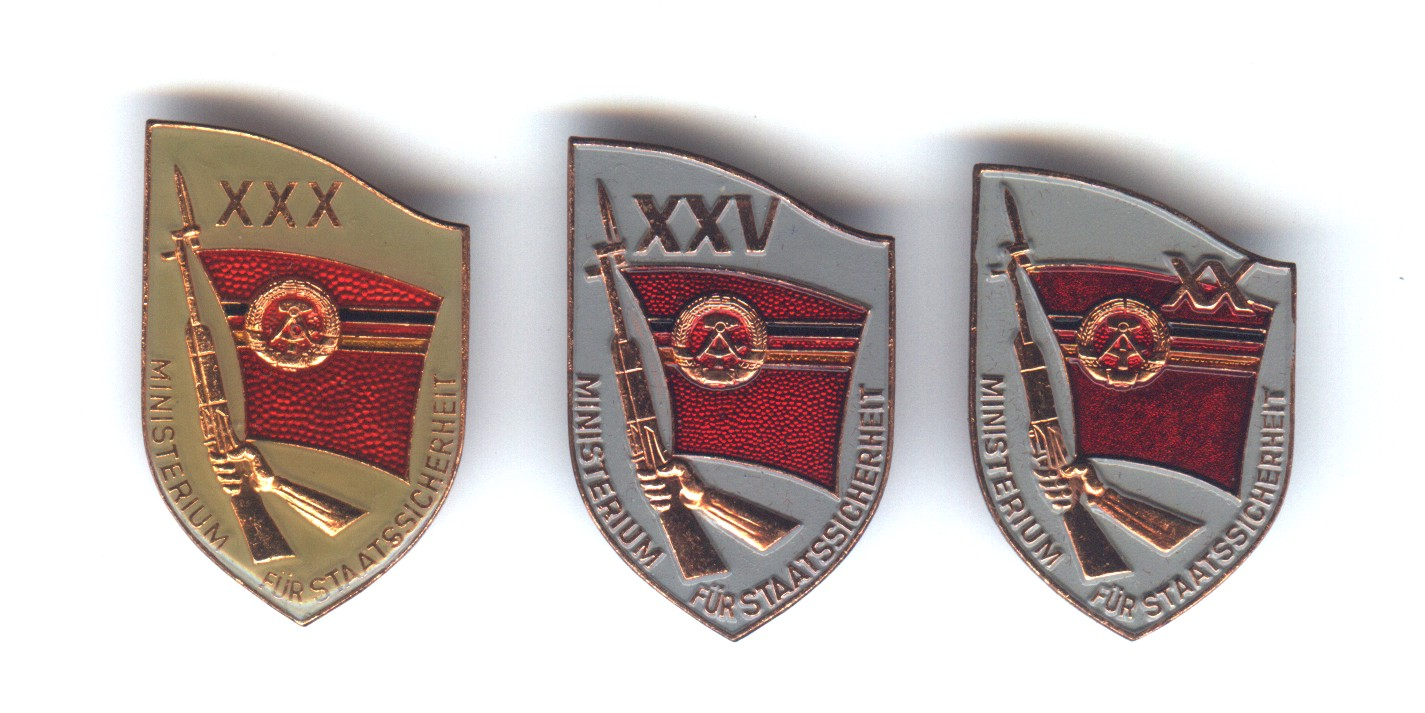
Erinnerungsabzeichen zum 30., 25. und 20. Jahrestag der Gründung des MfS

Die Erinnerungsabzeichen zu den Jahrestagen der Gründung des MfS ist ein Sammelbegriff für mehrere nichtstaatliche Abzeichen, die jeweils zu den Jahrestagen der Gründung, erstmals am 20. Jahrestag, durch das Ministerium für Staatssicherheit in der Deutschen Demokratischen Republik durch Erich Mielke verliehen wurden.

## Erinnerungsabzeichen zum 20. Jahrestag (1970)

### Abzeichen

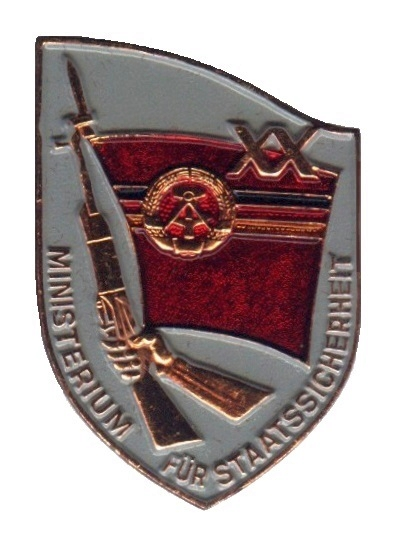
Erinnerungsabzeichen zum 20. Jahrestag der Gründung des MfS

Das 40 mm und 27 mm breite farbig lackierte oder emaillierte Abzeichen spiegelt das Wappen des MfS wider und ist schildförmig. In dem Schild findet sich das Wappen des MfS, eine rechte Hand, die ein bronzenes Gewehr mit aufgesetztem Bajonett hält. An dem Gewehr ist eine rote wehende Arbeiterfahne angebracht, auf der wiederum waagerecht ein schwarz-rot-goldener Balken mit dem  Staatswappen der DDR zu sehen ist. Am rechten oberen Ende der Fahne ist der Jahrestag der Gründung im römischen Buchstaben XX zu lesen. Der untere Teil des Schildes wird von der Umschrift MINISTERIUM FÜR STAATSSICHERHEIT bestimmt. Die Rückseite des Abzeichens ist glatt und zeigt eine Broschiernadel. Die Verleihung des Abzeichens erfolgte nur an Personen der Staats- und Parteiführung der DDR sowie an ausgewählte ausländische Gäste der Bruderstaaten. 

### Urkunde
Die Verleihungsurkunde zum Abzeichen im Faltblatt (DIN A6) hat folgenden Wortlaut:
- Linke Seite:
  - 20 JAHRE / MINISTERIUM FÜR STAATSSICHERHEIT
  - 20 JAHRE / kompromißloser Kampf gegen die Feinde / des Friedens und des Sozialismus

- Rechte Seite:
  - Anläßlich des 20. Jahrestages der Bildung / des Ministeriums für Staatssicherheit der / DDR wird Ihnen das Erinnerungsabzeichen / 20 Jahre / Ministerium für Staatssicherheit / der DDR / als Zeichen der Anerkennung Ihrer Verdienste bei der Sicherung des Friedens und / des Sozialismus überreicht. Mielke / Minister / Berlin am 8. Februar 1970

## Erinnerungsabzeichen zum 25. Jahrestag (1975)

### Abzeichen

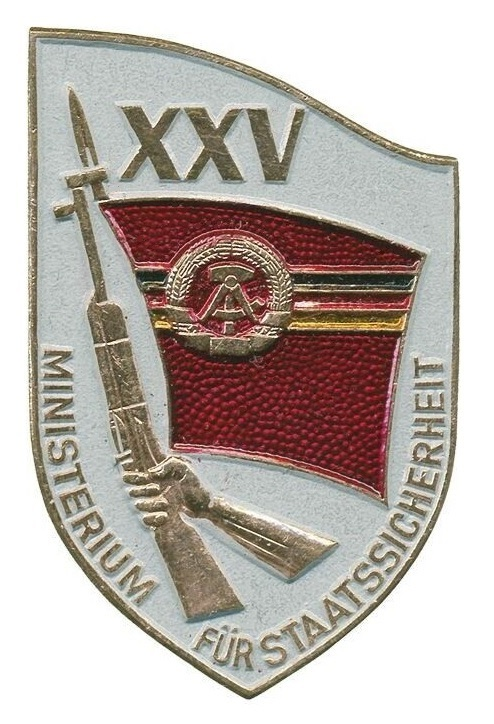
Erinnerungsabzeichen zum 25. Jahrestag der Gründung des MfS

Das Abzeichen zum 25. Jahrestag gleicht den vorhergehenden Abzeichen, ist aber statt 40 mm nun 43 mm hoch. Die Breite mit 27 mm blieb gleich. Gemäß dem Jahrestag zeigt sie im Gegensatz zu ihrem Vorgänger jedoch diesmal am linken oberen Rand der wehenden Fahne die römischen Ziffern XXV. 

### Urkunde
Die verliehene Urkunde hat folgenden Wortlaut:
- Linke Seite:
  - 25 JAHRE / MINISTERIUM FÜR STAATSSICHERHEIT
  - 25 JAHRE / erfolgreicher Kampf zum Schutz des Sozialismus / und zur Sicherung des Friedens

- Rechte Seite für hauptamtliche Mitarbeiter des MfS:
  - Anläßlich des 25. Jahrestages der Bildung / des Ministeriums für Staatssicherheit der / DDR wird Ihnen das Erinnerungsabzeichen / 25 Jahre / Ministerium für Staatssicherheit / der DDR / als Zeichen der Anerkennung Ihrer Verdienste bei der Sicherung des Friedens und / des Sozialismus überreicht. Mielke / Minister / Berlin am 8. Februar 1975

- Rechte Seite für  inoffizielle Mitarbeiter und gesellschaftliche Kräfte:
  - Anläßlich des 25. Jahrestages der Bildung / des Ministeriums für Staatssicherheit der / DDR erlaube ich mir, Ihnen als Zeichen des / äußeren Dankes für die große Unterstützung / bei der Durchführung der uns von Partei- und / Staatsführung gestellten Aufgaben / das Erinnerungsabzeichen / 25 Jahre / Ministerium für Staatssicherheit / der DDR / zu überreichen. Mielke / Minister / Berlin am 8. Februar 1975

## Erinnerungsabzeichen zum 30. Jahrestag (1980)

### Abzeichen

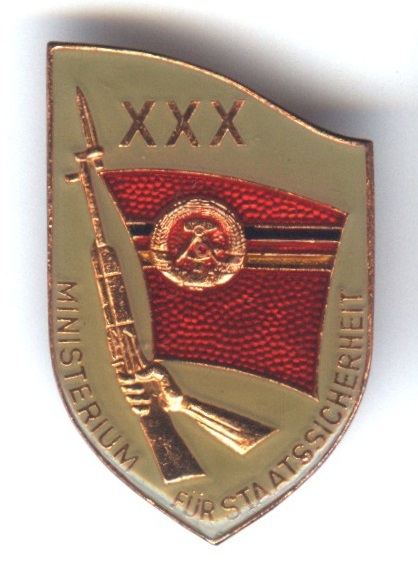
Erinnerungsabzeichen zum 30. Jahrestag der Gründung des MfS

Das Abzeichen zum 30. Jahrestag des MfS gleicht wiederum den vorhergegangen beiden Versionen und hat die Maße 43 mm × 27 mm. Einziger Unterschied ist die nun über der linken oberen Seite der Fahne stehende römische Ziffer XXX. 

### Urkunde
Die verliehene Urkunde hat dabei folgenden Wortlaut:
- Linke Seite:
  - 30 JAHRE / MINISTERIUM FÜR STAATSSICHERHEIT
  - 30 JAHRE / erfolgreicher Kampf zum Schutz des Sozialismus / und zur Sicherung des Friedens

- Rechte Seite:
  - Anläßlich des 30. Jahrestages der Bildung / des Ministeriums für Staatssicherheit der / DDR wird Ihnen das Erinnerungsabzeichen / 30 Jahre / Ministerium für Staatssicherheit / der DDR / als Zeichen der Anerkennung Ihrer Verdienste bei der Sicherung des Friedens und / des Sozialismus überreicht. Mielke / Minister / Berlin am 8. Februar 1980

## Erinnerungsabzeichen zum 35. Jahrestag (1985)

### Abzeichen

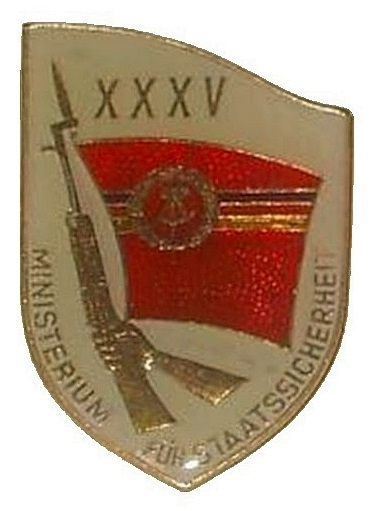
Erinnerungsabzeichen zum 35. Jahrestag der Gründung des MfS

Auch dieses Abzeichen gleicht seinem Vorgängermodell von 1980, hat dieselben Maße, zeigt aber erneut die angepasste römische Ziffer des Jahrestages XXXV über dem linken oberen Rand der wehenden roten Arbeiterfahne. 

### Urkunde
Die Urkunde hat folgenden Wortlaut:
- Linke Seite:
  - 35 JAHRE / MINISTERIUM FÜR STAATSSICHERHEIT
  - 35 JAHRE / erfolgreicher Kampf zum Schutz / des Sozialismus und zur Sicherung / des Friedens

- Rechte Seite für Angehörige des MfS:
  - Anläßlich des 35. Jahrestages der Bildung / des Ministeriums für Staatssicherheit der / DDR wird Ihnen das Erinnerungsabzeichen / 35 Jahre / Ministerium für Staatssicherheit / der DDR / als Zeichen der Anerkennung Ihrer Verdienste bei der Sicherung des Friedens und / des Sozialismus überreicht. Mielke / Minister / Berlin am 8. Februar 1985

- Rechte Seite für  inoffizielle Mitarbeiter und gesellschaftliche Kräfte:
  - Anläßlich des 35. Jahrestages der Bildung / des Ministeriums für Staatssicherheit der / DDR erlaube ich mir, Ihnen als Zeichen des / äußeren Dankes für die große Unterstützung / bei der Durchführung der uns von Partei / und Staatsführung gestellten Aufgaben das / Erinnerungsabzeichen / 35 Jahre / Ministerium für Staatssicherheit / der DDR / zu überreichen. Mielke / Minister / Berlin am 8. Februar 1985

## Erinnerungsabzeichen zum 40. Jahrestag (1990)

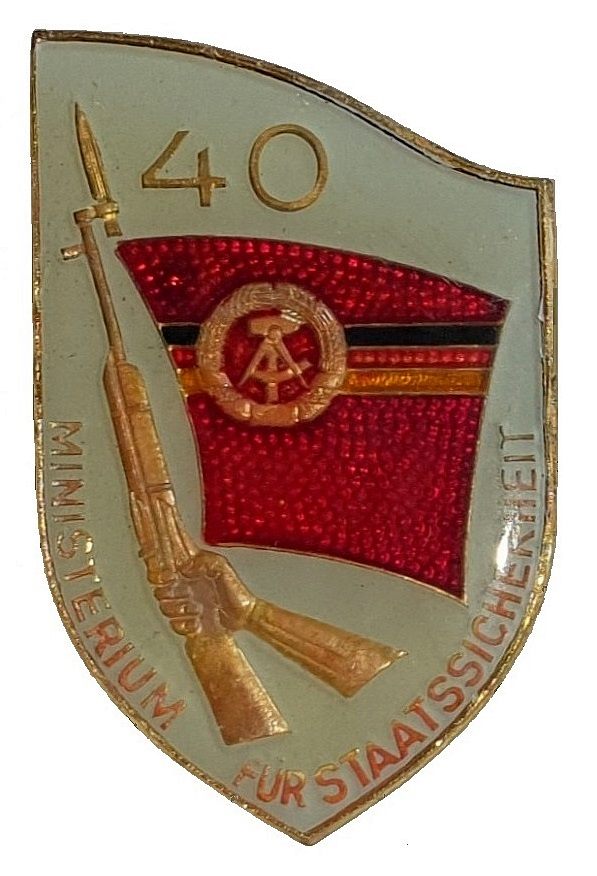
Erinnerungsabzeichen zum 40. Jahrestag der Gründung des MfS

Zum 40. Jahrestag der Gründung des MfS am 8. Februar 1990 sollte ein weiteres Erinnerungsabzeichen verliehen werden, das auch schon fertiggestellt war. Aufgrund der Auflösung des MfS kam es jedoch zu keiner Verleihung mehr. 
Das Abzeichen gleicht erneut seinem Vorgängermodell und zeigt über dem linken oberen Rand der Fahne die Angabe des Jahrestages des MfS, jedoch nicht mehr in römischen Ziffern, sondern als arabische Zahl 40.

## Sonstiges
Eine genaue Aufschlüsselung über Verleihungszahlen liegen nicht vor. Da es sich jedoch um Massenauszeichnungen handelte, mit der auch inoffizielle Mitarbeiter der Staatssicherheit ausgezeichnet werden konnten, bewegt sich die Anzahl der Verleihungen im hohen fünfstelligen Bereich je Abzeichen.